# ATP Bozen
Das ATP-Turnier in Bozen (offiziell Bolzano Open) war ein italienisches Herrentennisturnier, das in den Jahren 1992 und 1993 in Bozen, in Südtirol, ausgetragen wurde.

## Geschichte
Gespielt wurde in der Halle auf Teppichbelag; das Turnier lief im Rahmen der ATP World Series, der Vorgängerserie der ATP Tour 250.
In der Saison 1994 wurde das Turnier durch die Veranstaltung in Ostrava in Tschechien im Kalender der ATP Tour abgelöst.

## Siegerliste

### Einzel
| Jahr | Sieger         | Finalisten     | Finalergebnis  |
| ---- | -------------- | -------------- | -------------- |
| 1993 | Jonathan Stark | Cédric Pioline | 6:3, 6:2       |
| 1992 | Thomas Enqvist | Arnaud Boetsch | 6:2, 1:6, 7:67 |

### Doppel
| Jahr | Sieger                          | Finalisten                   | Finalergebnis |
| ---- | ------------------------------- | ---------------------------- | ------------- |
| 1993 | Hendrik Jan Davids Piet Norval  | David Adams Andrei Olchowski | 6:3, 6:2      |
| 1992 | Anders Järryd Bent-Ove Pedersen | Tom Nijssen Cyril Suk        | 6:1, 6:7, 6:3 |